# Фођамаре (Фођа)
Фођамаре (итал. Foggiamare) је насеље у Италији у округу Фођа, региону Апулија.
Према процени из 2011. у насељу је живело 7 становника. Насеље се налази на надморској висини од 0 м.